# Troncal Sur
Autopista Troncal Sur es una autopista de alta velocidad, de carácter urbano que une la ciudad satélite de Limache y las comunas de Villa Alemana, Quilpué y Viña del Mar en el Gran Valparaíso.
Corresponde a la Concesión Consorcio Rutas del Pacífico S.A. en conjunto con Autopista del Pacífico.
El Decreto 273 de 2010 MOP lo deja con la denominación de Ruta 60-CH, al igual que la Vía Las Palmas en Viña del Mar.